# دلتا سنگتراش
دلتا سنگتراش یک ستاره است که در صورت فلکی سنگتراش قرار دارد. تقریباً ۱۳۷٫۴ سال نوری از زمین فاصله دارد.